# Antonij Pogorielski
Antonij Pogorielski, właściwie Aleksiej Aleksiejewicz Pierowski (ros. Алексе́й Алексе́евич Перовский; ur. 1787 w Moskwie, zm. 21 lipca 1836 w Warszawie) – rosyjski pisarz, doktor filozofii i filologii. 
Uczestniczył w wojnie 1812, później był urzędnikiem w Ministerstwie Spraw Zagranicznych.

## Twórczość
Debiutował  w 1825 utworem Lafertowskaja makownica - pierwszą rosyjską powieścią baśniowo-fantastyczną, inspirującą prozę Nikołaja Gogola i Aleksandra Puszkina, wysoko przez nich ceniona. Autor "opowieści niesamowitych", np.: Dwojnik (1828), Czarna kura, czyli mieszkańcy Podziemnego Królestwa (1829, wydanie polskie 1950), Posietitiel magika (1830). W powieści Monastyrka (1830-1833) przedstawił, w konwencji realizmu romantycznego, barwny obraz życia szlachty i ukraińskich chłopów.

## Adaptacje filmowe
- 1980: Czarna kura – radziecki film z 1980 roku w reżyserii Wiktora Griesia[2].